# Sironidae
Famille
Les Sironidae sont une famille d'opilions cyphophthalmes. On connaît une soixantaine d'espèces dans neuf genres.

## Distribution

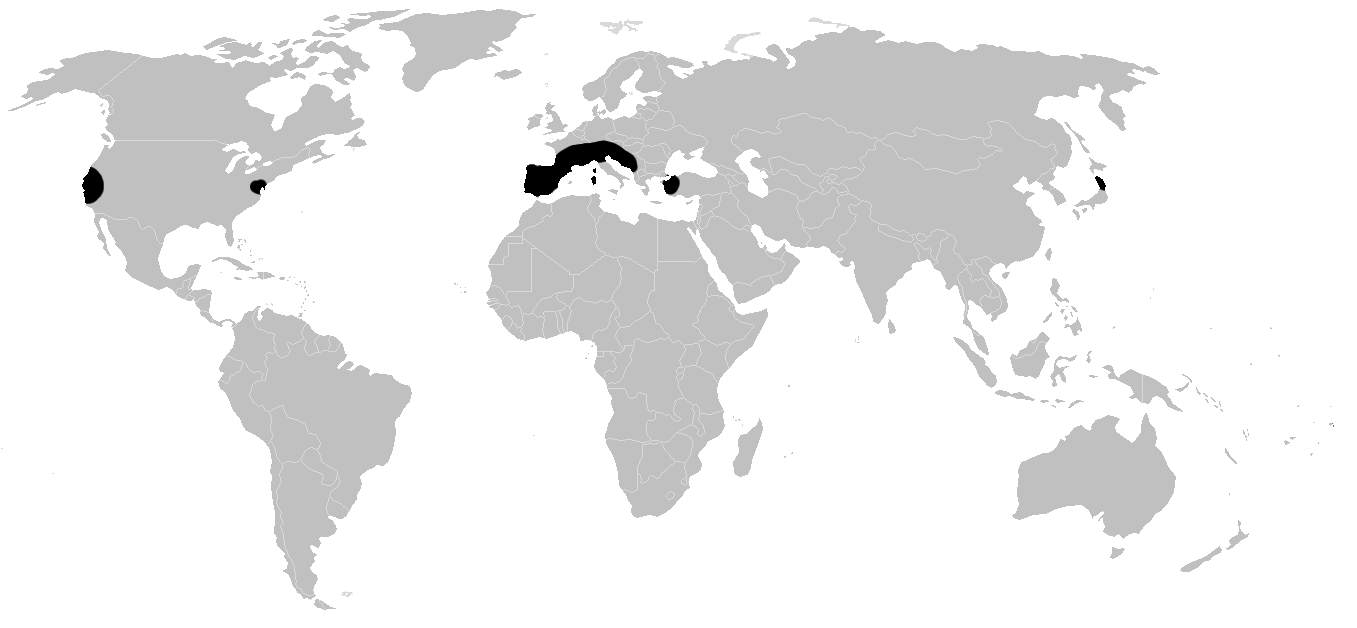
Distribution

Les espèces de cette famille se rencontrent en Europe, en Amérique du Nord, en Turquie et au Japon.

## Liste des genres
Selon World Catalogue of Opiliones (21/02/2024) :
- Arhesiro Karaman, 2022
- Cyphophthalmus Joseph, 1869
- Holosiro Ewing, 1923
- Iberosiro de Bivort & Giribet, 2004
- Neosiro Newell, 1943
- Odontosiro Juberthie, 1962
- Paramiopsalis Juberthie, 1962
- Siro Latreille, 1795
- Suzukielus Juberthie, 1970

## Systématique et taxinomie
Cette famille a été décrite par Leach en 1816.

## Publication originale
- Leach, 1816 : « A tabular view of the external characters of four classes of animals, which Linne arranged under Insecta; with the distribution of the genera composing three of these classes into orders, &c and descriptions of several new genera and species. » The Transactions of the Linnean Society of London, vol. 11, p. 306–400 (texte intégral).